# Iroc

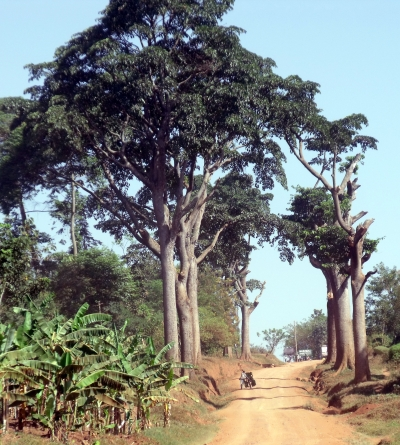
Iroko, arbre.

L'iroc (iroko en altres idiomes) és el nom que rep la fusta de l'arbre tropical Milicia excelsa. Per la seva semblança amb la fusta de teca, a vegades rep el nom de «teca africana», i s'usa com a substitut de cost inferior d'aquesta. És una fusta dura i molt resistent, de color marró clar o marró groguenc o daurat.
Es fa servir per a fer mobles, en terres, fusteries, placats i embarcacions.

## Origen
L'espècie Milicia excelsa (classificada també com Chlorophora excelsa, Benth & Hook.). Es pot trobar en molts països del centre i est d'Àfrica.

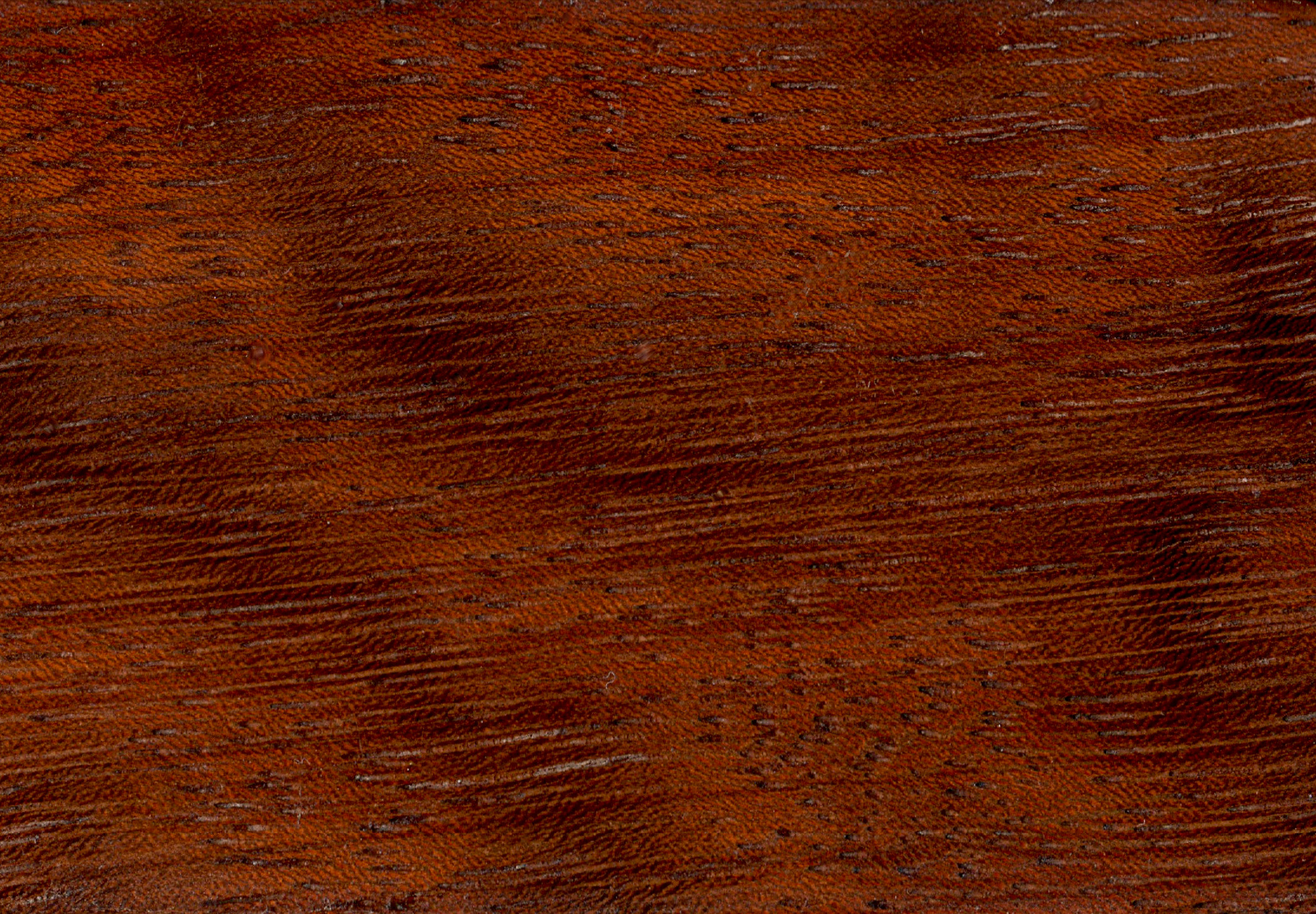
Fusta d'iroko